# Ksplice
Ksplice – rozszerzenie jądra Linuksa, które pozwala nakładać łaty na jądro bez konieczności restartowania systemu. Ksplice współpracuje z Linuksem w architekturach x86 i x86-64. Obecnie jest rozwijany przez firmę Ksplice, Inc.
W odróżnieniu od innych systemów aktualizacyjnych, KSplice pobiera na swoje wejście jedynie łatę i kod źródłowy jądra, a aktualizacja działającego systemu odbywa się bez konieczności interakcji ze strony administratora. Używanie Ksplice nie wymaga również żadnych wcześniejszych przygotowań (np. aktualizowane jądro nie musi być specjalnie prekompilowane).
Aby umożliwić pełną automatyzację, Ksplice został zaprojektowany jedynie dla patchy nie wprowadzających zmian semantycznych w strukturach danych. Większość łat bezpieczeństwa jądra Linuksa nie dokonuje takich zmian. Ocena łat bezpieczeństwa dla architektury x86-64 z okresu od maja 2005 do maja 2008 wykazała, że większość z nich (56 z 64, czyli 87.5%) może zostać automatycznie nałożona na jądro Linuksa przez Ksplice.
Ksplice jest programem wolnym rozprowadzanym na licencji GPL w wersji 2.